# Гонсалвеш, Диогу
Диогу Антониу Купиду Гонсалвеш (порт. Diogo António Cupido Gonçalves; род. 6 февраля 1997, Алмодовар, Португалия) — португальский футболист, полузащитник клуба «Реал Солт-Лейк».

## Клубная карьера

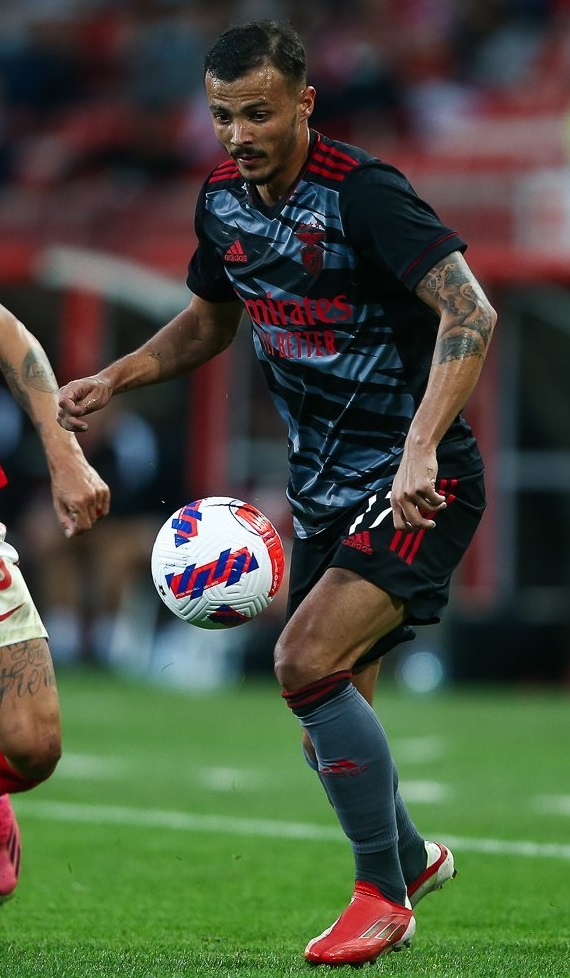
В матче 4 августа 2021 года против «Спартака»

Гонсалвеш — воспитанник клубов «Алмодовар», «Феррейраш» и столичной «Бенфики». 14 февраля 2015 года в матче против «Оливейренсе» он дебютировал за команду дублёров в Сегунда лиге. Летом 2017 года Диогу был включён в заявку основной команды на сезон. 9 августа в матче против «Браги» он дебютировал в Сангриш-лиге, заменив во втором тайме Франко Серви.
14 июня 2018 года Гонсалвеш был арендован клубом английского Чемпионшипа «Ноттингем Форест» на сезон 2018/19 с опцией выкупа.
26 июня 2019 года Гонсалвеш отправился в сезонную аренду в «Фамаликан».
В августе 2020 года Гонсалвеш продлил контракт с «Бенфикой» до 2025 года.
5 января 2023 года Гонсалвеш перешёл в датский «Копенгаген», подписав четырёхлетний контракт. В датской Суперлиге он дебютировал 19 февраля в матче против «Силькеборга».
9 августа 2024 года Гонсалвеш перешёл в клуб MLS «Реал Солт-Лейк», в качестве назначенного игрока подписав контракт до конца сезона 2026 с клубными опциями продления на сезоны 2027 и 2028. По сообщениям, стоимость трансфера составила около 3 млн долларов. В американской лиге он дебютировал 24 августа в матче против «Сан-Хосе Эртквейкс».

## Международная карьера
В 2014 году в составе юношеской команды Гонсалвеш принял участие в юношеском чемпионате Европы на Мальте. На турнире он сыграл в матчах против сборных Шотландии, Швейцарии и Англии.
В 2016 году в составе юношеской сборной Португалии Гонсалвеш принял участие в юношеском чемпионате Европы в Германии. На турнире он сыграл в матчах против команд Франции, Австрии, Германии и Италии.
В 2017 году в составе молодёжной сборной Португалии Гонсалвеш принял участие в молодёжном чемпионате мира в Южной Корее. На турнире он сыграл в матчах против команд Замбии, Коста-Рики, Ирана, Южной Кореи и Уругвая. В поединке против иранцев, уругвайцев и костариканцев Диогу забил по голу.

## Достижения
«Бенфика»
- Чемпион Португалии: 2022/23
- Обладатель Суперкубка Португалии: 2017

«Копенгаген»
- Чемпион Дании: 2022/23
- Обладатель Кубка Дании: 2022/23